# استن پنتوس
استن پنتوس (استونیایی: Sten Pentus؛ زادهٔ ۳ نوامبر ۱۹۸۱) راننده خودروی مسابقه‌ای اهل استونی است.
وی در مسابقاتی همچون فرمول بی ام و و فرمول ۲ رنو یوروکاپ شرکت کرده است. کیت پنتوس-روسیمانوس خواهر وی از سیاستمداران استونی است.